# Kirishima (thiết giáp hạm Nhật)
Kirishima (tiếng Nhật: 霧島) là một thiết giáp hạm của Hải quân Đế quốc Nhật Bản thuộc lớp Kongō từng hoạt động trong Thế Chiến II và bị đánh chìm trong trận Hải chiến Guadalcanal. Tên của nó được đặt theo tên một ngọn núi ở ranh giới giữa tỉnh Miyazaki và Kagoshima ở Kyūshū

## Thiết kế và chế tạo
Thoạt đầu được thiết kế như một tàu chiến-tuần dương, Kirishima được đặt lườn bởi
Mitsubishi tại Nagasaki vào ngày 17 tháng 3 năm 1912, được hạ thủy vào ngày 1 tháng 12 năm 1913, và được đưa vào hoạt động ngày 19 tháng 4 năm 1915. Từ năm 1933 đến năm 1934, nó được tái cấu trúc tại Xưởng hải quân Kure thành một "thiết giáp hạm nhanh", với lượng rẽ nước nặng hơn 4.000 tấn so với thiết kế ban đầu.

## Lịch sử hoạt động

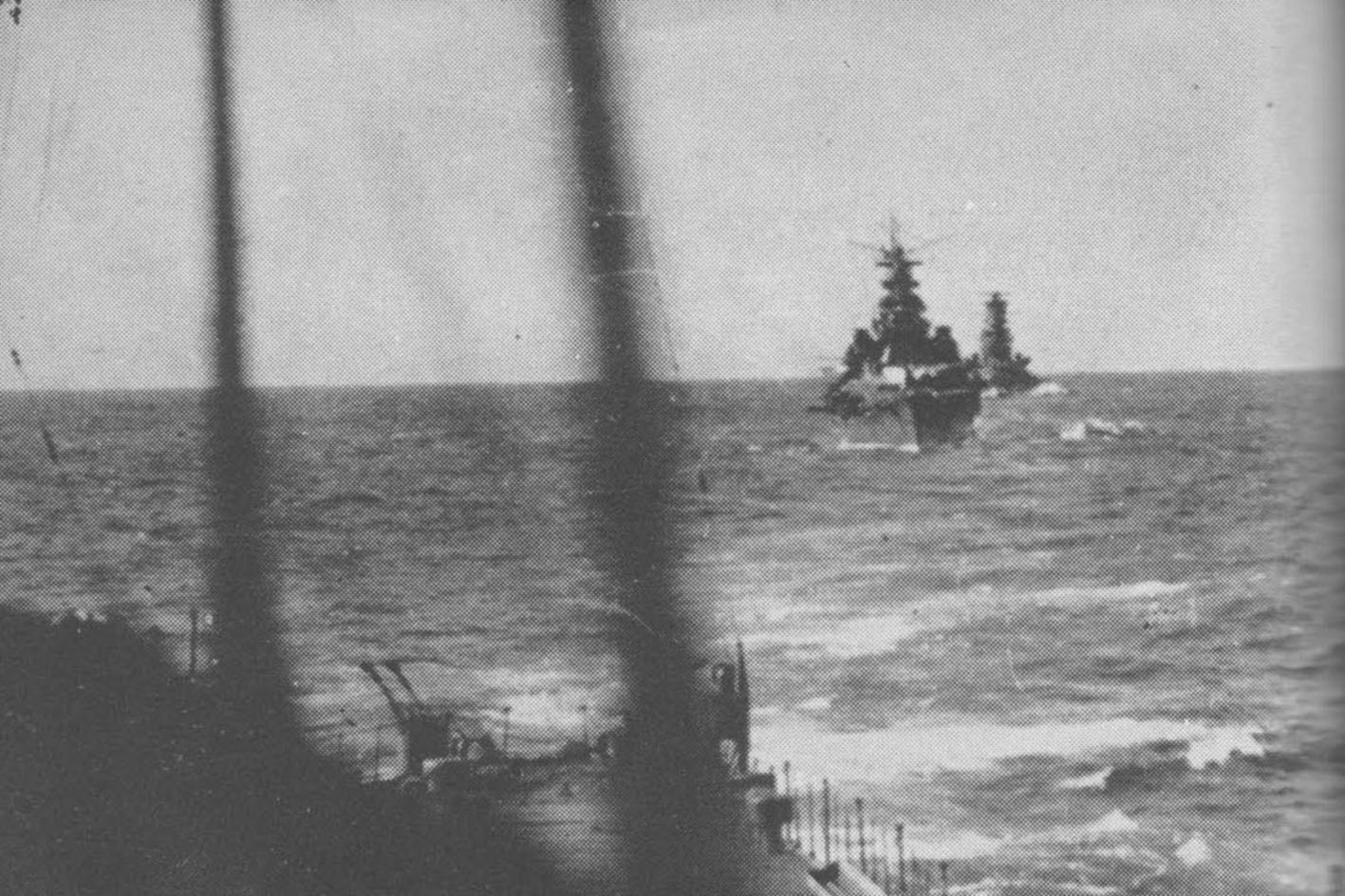
Kirishima (giữa) cùng các tàu tuần dương Takao (sau) và Atago (trước) hướng đến Guadalcanal để bắn phá Henderson Field vào ngày 14 tháng 11 năm 1942. Chiếc thiết giáp hạm bị đánh chìm chỉ vài giờ sau khi bức ảnh này được chụp.

Vị thuyền trưởng chỉ huy đầu tiên trong giai đoạn Thế Chiến II là Yamaguchi Jihei, nguyên là chỉ huy trưởng tàu tuần dương hạng nặng Takao, sau đó được thăng lên Chuẩn Đô đốc, và sau này được thăng lên Phó Đô đốc. Nó được bố trí đến Đội Thiết giáp hạm 3 dưới quyền chỉ huy của Phó Đô đốc Gunichi Mikawa cùng với những con tàu chị em Hiei, Kongō và Haruna.
Vào ngày 26 tháng 11 năm 1941 Kirishima đi cùng với Lực lượng cơ động ("Kido Butai") tham gia vào cuộc tấn công Trân Châu Cảng. Cùng với hầu hết các tàu trong Lực lượng Đặc nhiệm, nó quay về căn cứ hải quân tại Kure vào ngày 24 tháng 12. Từ đây, hạm đội khởi hành đi đến căn cứ hải quân tại Truk, rồi tiếp tục đến khu vực Nam Thái Bình Dương để hỗ trợ cho việc tấn công chiếm đóng Rabaul và Kavieng.
Kirishima đã cùng với Hiei hộ tống Lực lượng Tấn công Tàu sân bay thực hiện cuộc không kích vào Darwin, Australia vào ngày 19 tháng 12 năm 1942. Nó cũng tham gia trận chiến biển Java vào ngày 1 tháng 3, tấn công các tàu bè Khối Đồng Minh thời Đệ Nhị Thế Chiến trong Trận không kích Ấn Đô Dương từ ngày 5 đến ngày 9 tháng 4, và trong bi kịch của trận Midway từ ngày 4 đến ngày 4 tháng 6 năm 1942.
Trong Đội Thiết giáp hạm 11, Kirishima và Hiei tham gia Trận chiến Đông Solomon vào ngày 24 tháng 8 và trận chiến Santa Cruz vào ngày 26 tháng 10.
Vào ngày 15 tháng 11 năm 1942, Kirishima đối đầu cùng các tàu chiến Mỹ trong trận Hải chiến Guadalcanal. Trong khi đang gây được một số thiệt hại cho chiếc thiết giáp hạm USS South Dakota, nó đã không nhận biết chiếc Washington đang ở khoảng cách 7,3 km (8000 yard). Chiếc Washington nhanh chóng nả 75 quả đạn pháo 406 mm (16 inch) nhắm vào Kirishima, trong đó 9 quả trúng đích, cùng nhiều quả đạn 127 mm (5 inch). Cấu trúc thượng tầng của Kirishima ngập tràn trong lửa và chiếc tàu chiến bắt đầu xoay vòng tại chỗ và mất kiểm soát. Chỉ huy tàu buộc phải cho đánh đắm, thủy thủ đoàn được cho chuyển sang một chiếc tàu khu trục, và cho mở van Kingston để đánh đắm tàu. Kirishima bị chìm ở phía Đông Bắc đảo Savo.
Năm 1992, nhà hải dương học Robert D. Ballard tìm thấy xác chiếc Kirishima ở độ sâu 1.220 m (4.000 feet), nằm lật úp với mũi tàu và phần chóp đuôi tàu bị cắt rời ra.

## Danh sách thuyền trưởng
- Rokuro Kamaya (sĩ quan trang bị trưởng): 15 tháng 12 năm 1914 - 19 tháng 4 năm 1915
- Rokuro Kamaya: 19 tháng 4 năm 1915 - 13 tháng 12 năm 1915
- Takeshi Shima: 13 tháng 12 năm 1915 - 1 tháng 12 năm 1916
- Junichi Matsumura: 1 tháng 12 năm 1916 - 18 tháng 7 năm 1917
- Masaki Nakamura: 18 tháng 7 năm 1917 - 1 tháng 12 năm 1917
- Kinzaburo Mimura: 1 tháng 12 năm 1917 - 10 tháng 11 năm 1918
- Genjiro Katsuki: 10 tháng 11 năm 1918 - 20 tháng 11 năm 1919
- Takashi Yoko: 20 tháng 11 năm 1919 - 8 tháng 1 năm 1920
- Sukeichi Yasumura: 8 tháng 1 năm 1920 - 1 tháng 12 năm 1921
- Heigo Teraoka: 1 tháng 12 năm 1921 - 1 tháng 12 năm 1922
- Masataka Ando: 1 tháng 12 năm 1922 - 6 tháng 11 năm 1923
- Teiji Sakamoto: 6 tháng 11 năm 1923 - 1 tháng 12 năm 1924
- Fujita Hisanori: 1 tháng 12 năm 1924 - 20 tháng 10 năm 1925
- Takayoshi Kato: 20 tháng 10 năm 1925 - 1 tháng 12 năm 1926
- Naojiro Honjuku: 1 tháng 12 năm 1926 - 1 tháng 12 năm 1927
- Kanekoto Iwamura: 1 tháng 12 năm 1927 - 10 tháng 3 năm 1928
- Yoshikazu Furukawa: 10 tháng 3 năm 1928 - 10 tháng 12 năm 1928
- Choji Inoue: 10 tháng 12 năm 1928 - 8 tháng 2 năm 1929
- Minoru Hirota: 8 tháng 2 năm 1929 - 1 tháng 11 năm 1929
- Takuo Fujisawa: 1 tháng 11 năm 1929 - 1 tháng 12 năm 1930
- Shigeru Kikuno: 1 tháng 12 năm 1930 - 1 tháng 12 năm 1931
- Sekizo Uno: 1 tháng 12 năm 1931 - 1 tháng 12 năm 1932
- Haruo Kitaoka: 1 tháng 12 năm 1932 - 15 tháng 11 năm 1933
- Takahashi Ibo: 15 tháng 11 năm 1933 - 15 tháng 11 năm 1934
- Kunji Tange: 15 tháng 11 năm 1934 - 15 tháng 11 năm 1935
- Mikawa Gunichi: 15 tháng 11 năm 1935 - 1 tháng 12 năm 1936
- Kakusaburo Makita: 1 tháng 12 năm 1936 - 1 tháng 12 năm 1937
- Masao Kanazawa: 1 tháng 12 năm 1937 - 15 tháng 11 năm 1938
- Takeo Tada: 15 tháng 11 năm 1938 - 15 tháng 11 năm 1939
- Kyuji Kubo: 15 tháng 11 năm 1939 - 27 tháng 12 năm 1939
- Saichiro Tomonari: 27 tháng 12 năm 1939 - 19 tháng 10 năm 1940
- Kazutaka Shiraishi: 19 tháng 10 năm 1940 - 15 tháng 8 năm 1941
- Yamaguchi Jihei: 15 tháng 8 năm 1941 - 20 tháng 4 năm 1942
- Sanji Iwabuchi: 20 tháng 4 năm 1942 - 15 tháng 11 năm 1942